# Claudio Capéo (album)
Pour l'auteur de l'album, voir Claudio Capéo.
Albums de Claudio Capéo
Miss Mondo
(2012) Tant que rien ne m'arrête
(2018)
Singles
1. Un homme debout
Sortie : 5 février 2016
2. Ça va ça va
Sortie : 28 septembre 2016
3. Riche
Sortie : 28 février 2017
4. Dis-le moi
Sortie : 26 octobre 2017

Claudio Capéo est le troisième album de l'accordéoniste et chanteur Claudio Capéo, sorti le 15 juillet 2016. 
Il reste cinq semaines en tête des ventes d'albums en 2016, et est certifié disque de diamant en France, (plus de 500 000 ventes).
Selon le SNEP, Claudio Capéo est le 3ème artiste le plus diffusé en 2017, derrière Ed Sheeran et Julien Doré.

## Liste des pistes
| 1.    | Un homme debout          | 3:26 |
| 2.    | Ça fait tourner le monde | 2:55 |
| 3.    | Ça va ça va              | 3:11 |
| 4.    | Je vous embrasse fort    | 3:23 |
| 5.    | Ambulance                | 3:59 |
| 6.    | Fidèle à moi-même        | 3:09 |
| 7.    | Dis-le moi               | 3:40 |
| 8.    | Mon pays                 | 3:19 |
| 9.    | Belle France             | 2:44 |
| 10.   | Sexy tropical            | 3:27 |
| 11.   | Chez Laurette            | 3:32 |
| 12.   | Enfants sauvages         | 3:17 |
| 13.   | Riche                    | 4:03 |
| 44:03 |                          |      |

| 14. | Ça va ça va (Version live)     | 3:38 |
| 15. | Sexy tropical (Version live)   | 4:27 |
| 16. | Jusqu'à la mort (Version live) | 5:35 |
| 17. | Mr Jack (Version live)         | 3:54 |

## Clips vidéos
- Un homme debout : 25 mars 2016
- Ça va ça va : 28 septembre 2016
- Riche : 1er mars 2017
- Dis-le moi : 25 octobre 2017

## Classement hebdomadaire
| Classement                   | Meilleur position |
| ---------------------------- | ----------------- |
| Belgique (Wallonie Ultratop) | 9                 |
| France (SNEP)                | 1                 |
| Suisse (Schweizer Hitparade) | 24                |

## Certifications
| Région | Certification | Ventes/Streams |
| --- | ------------- | -------------- |
| France (SNEP) | Diamant       | 800 000‡       |
| *Ventes selon la certification ^Mise en rayon selon la certification xNon précisé par la certification ‡ventes/streaming selon la certification |               |                |